# Ndian
Ndian é um departamento da Região Sudoeste dos Camarões. Está localizado na zona de floresta tropical úmida há cerca de 650 quilômetros a sudeste da capital do país, Iaundé.

## História
O departamento de Ndian foi formado em 1975 a partir dos departamentos preexistentes de Meme e Fako e é uma das seis unidades administrativas que constituem a Região Sudoeste. Sua sede fica em Mundemba e outras cidades importantes incluem Ekondo Titi, Bamusso, Isanguele, Toko, Bekora e Dikome Balue. Ao todo nove comunas compõem a divisão e se ocupam uma área estimada de cerca de 6626 quilômetros quadrados. O departamento está conectado a outras grandes cidades dos Camarões (como Kumba) pela estrada nacional N16, atravessando Ekondo Titi até Mundemba e Isanguele.

## Geografia
A divisão faz fronteira com a República Federal da Nigéria a oeste, o departamento de Fako ao sul, Manyu ao norte e Meme e Kupe Muanenguba a leste. O litoral do departamento é marcado por um estuário dominado por manguezais e riachos próximo à baía de Rio del Rey. Situa-se na parte oriental do Golfo da Guiné, conhecida como Golfo de Biafra. O estuário, localizado na baía, também forma a zona delta do rio Ndian. Além desta área costeira dominada por manguezais e riachos, mais de 25% da superfície terrestre é plana, enquanto cerca de 40% se encontra na serra de Rumpi.

## População
A partir do projeções demográficas em 2005 e de projeções de crescimento populacional, a população do departamento de Ndian é estimada em 362.201 habitantes, dos quais 17% são considerados semi-urbanos e 83% rurais. A densidade populacional média é de 55 habitantes/km2,que cai para cerca de 20 habitantes/km2 ao longo da serra de Rumpi e áreas costeiras. Entretanto, em torno dos centros semi-urbanos de Ekondo Titi e Mundemba, a densidade populacional aumenta para cerca de 220 habitantes/km2.

## Clima
A área possui duas estações, uma seca de novembro a abril e uma chuvosa de maio a outubro. A precipitação anual varia de 4027 a 6368 milímetros, com as chuvas mais fortes geralmente entre julho e agosto. A temperatura varia pouco ao longo do ano, com temperaturas médias máximas mensais sendo 31,8 ºC na estação seca e 18,2 ºC na estação chuvosa.
A humidade relativa do ar é elevada durante a maior parte do ano, com valores mínimos mensais variando entre 60% e 98% para o leste e o norte do departamento e entre 50% e 84% para o oeste e o sul. De igual forma, as velocidades do vento são geralmente baixas, variando frequentemente entre 4 a 10 m/s. No entanto, fortes ventos podem ocorrer as vezes, especialmente durante ocorrências de instabilidade atmosférica associadas a grandes estações chuvosas ou tempestades regulares. Esses episódios geralmente sopram ventos na direção sudoeste para oeste.

## Demografia
Povos Oroko, como Balue, Ngolo, Bima, Isanguele, Balondo, Batanga e Efik, que falam línguas Bantas, povoam esta área. Os povos Balue, Ngolo, Bima e Batanga habitam as áreas florestais montanhosas onde o cultivo itinerante, a caça e a coleta de recursos florestais são atividades importantes.
Enquanto isso, os Isanguele, Balondo e Efik encontram-se nas zonas baixas e costeiras, onde são maioritariamente envolvidos em diversas atividades agrícolas, comerciais e pesqueiras. O cristianismo é a principal religião no departamento, embora muitas pessoas ainda adiram às crenças nativas.

## Ecologia
As áreas montanhosas no departamento de Ndian são cobertos por florestas caracterizadas por uma copa baixa, entre 15 e 20 metros de altura. Estas árvores podem, no entanto, frequentemente atingir uma altura de 35 metros. Enquanto isso, a camada arbustiva tem cerca de 3 a 7 metros de altura e muitas vezes substitui a cobertura de árvores, pois a copa varia entre fechada a muito aberta. Aqui, a cobertura do solo é fechada e suas plantas muitas vezes pode atingir alturas acima de 1 metro. A copa costuma estar repleta de trepadeiras e a aparência de floresta nublada é consequência da presença de espécies epífitas. Essas árvores perenes e decíduas de folhas largas ramificam-se em alturas baixas com caules irregulares. Estas florestas não são de grande interesse para a exploração comercial de madeira devido à inacessibilidade de encostas muito íngremes e e às poucas espécies que produzem madeireira comercialmente viável.
Nas florestas de planície, a exploração madeireira artesanal ocorreu nas últimas décadas e levou ao surgimento de campos e plantações de monoculturas. Quase todas estas áreas eram inicialmente utilizadas para cultivo itinerante da população agrícola local para fins de subsistência antes de serem abandonadas ou convertidas em plantações de larga escala. As áreas cultivadas que podem variar de 1 a 100 hectares estão geralmente localizados próximos às aldeias e ao longo das estradas principais e rurais.
O cultivo itinerante e a agricultura agroflorestal criaram campos e matagais infestados de ervas daninhas e vegetação florestal secundária, principalmente ao longo das estradas principais e ao redor das aldeias. Este surgimento de florestas densas e secundárias deram origem a uma paisagem florestal com espécies invasivas, como a erva-do-diabo ou achakasara (Chromolaena odorata) e árvore-guarda-chuva (Musanga cecropioides).
Dentro do sistema de cultivo itinerante, o agricultor limpa pequenas parcelas de terra de floresta secundária ou densa, dependendo do seu potencial laboral e econômico. Seguido pela queima da palha no final da estação seca (Fevereiro/Março) e o plantio no início da estação chuvosa (Abril/Maio). Esta prática envolve o cultivo de uma variedade de culturas ao mesmo tempo e no mesmo terreno. Alimentos cultivados incluem mandioca, coco, banana, banana-da-terra, amendoim, milho e inhame.
Em tempos recentes, o cacau (Theobroma cacao) tem sido a cultura comercial mais importante, embora o óleo de palma (Elaeis guineensis) e o café (Coffea arabica e Coffea canephora) também sejam cultivados. Mais recentemente, grandes extensões de plantações comerciais de óleo de palma e borracha (Hevea brasiliensis) foram estabelecidas na área.

## Subdivisões

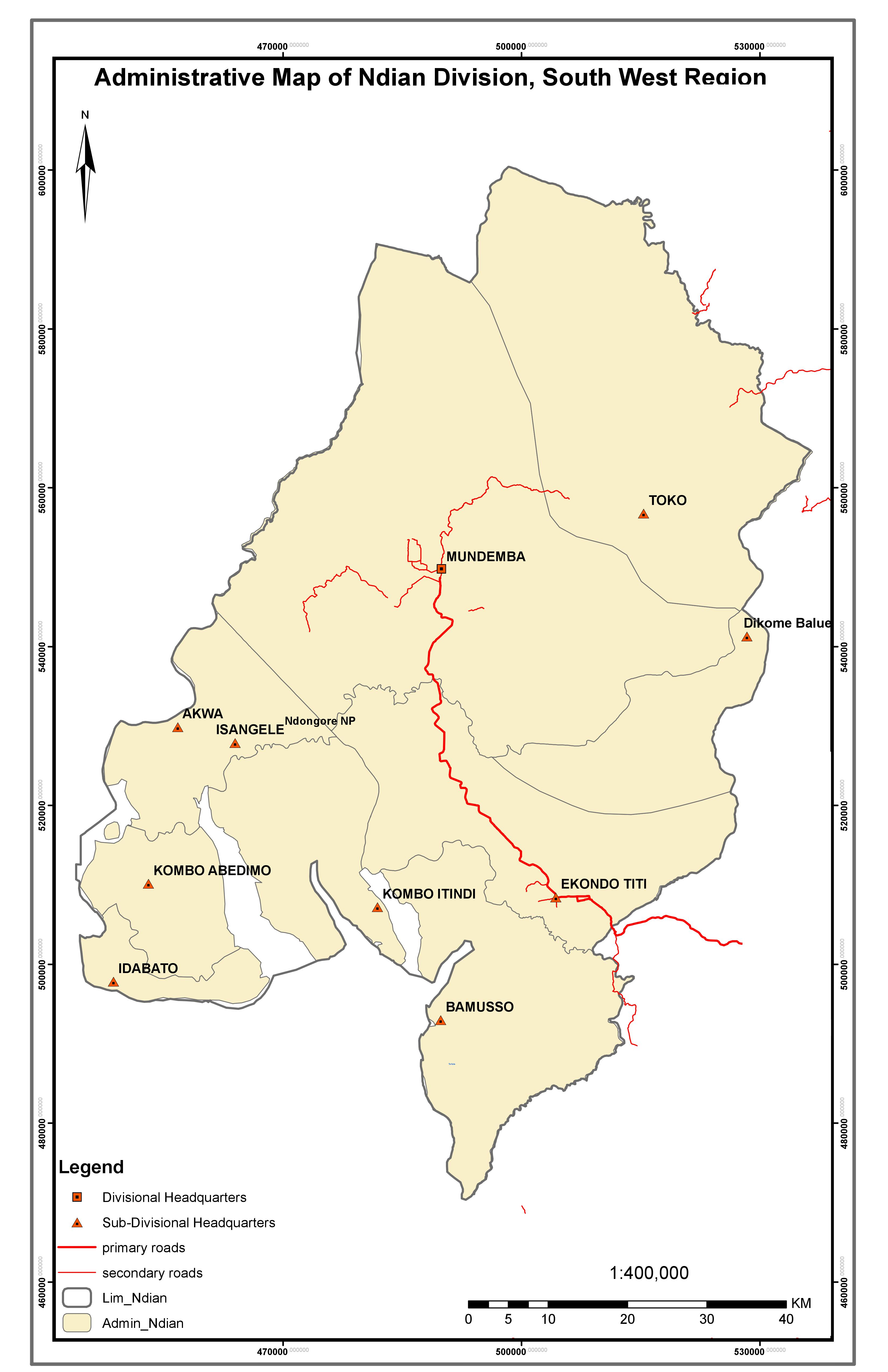
Mapa administrativo do departamento de Ndian mostrando todas as subdivisões

A administração do departamento é dividida em 9 comunas.
Comunas:
1. Bamusso
2. Dikome-Balue
3. Ekondo-Titi
4. Idabato
5. Isanguele
6. Kombo-Abedimo
7. Kombo-Itindi
8. Mundemba
9. Toko